# Martín Campilongo
Martín Mariano Campilongo (Buenos Aires, 10 de febrero de 1969), más conocido como Campi, es un comediante, actor y guionista argentino.

## Vida personal
Está casado con Denise Dumas y tienen dos hijas llamadas Emma y Francesca.

## Carrera
Comenzó su carrera en televisión en 1995 formando parte de la tribuna del programa Nico por Telefe, conducido por Nicolás Repetto y de su secuela, Decime cual cual cual es tu nombre, al mando del productor Pablo Codevilla. En estos programas Campi interpretaba  los personajes El Tigre Pucheta (un joven fanático de los Rolling Stones -Rollinga-) y la Nona Anyulina (Una anciana italiana que siempre llevaba comida casera al piso). Desde 1998 hasta 2004 forma parte del elenco de humoristas de Videomatch, y Showmatch durante 2005 y 2006, en donde realiza varias imitaciones de famosos (la más recordada es la imitación del exmilitar y político Aldo Rico), y donde crea a su personaje más conocido: Jorge, un cincuentón de barrio que siempre anda con ropa informal y por lo general, tomando Mate.  
En ficción fue parte del elenco de Los Roldán interpretando también a Jorge, y en 2007 en la telenovela de Pol-ka, Mujeres de nadie. En 2009 es convocado nuevamente por Marcelo Tinelli por los 20 años de Showmatch, participando en el Gran Cuñado VIP 2009, imitando a Jacobo Winograd, Roberto Giordano, Nito Artaza, Guido Süller, Antonio Gasalla y Pablo Codevila. Campilongo concursó en el talent show de imitación Tu cara me suena 1 conducido por Alejandro Wiebe, donde obtuvo el segundo puesto tras tres meses de competencia. También incursionó en cine y en teatro con unipersonales. Campilongo concursó en el reality show de baile Bailando por un sueño conducido por Marcelo Tinelli, donde obtuvo el séptimo puesto tras siete meses de competencia. Desde 2016 hasta 2017 fue conductor del programa NotiCampi por Telefe. Actualmente forma parte del elenco del programa humorístico Peligro: Sin codificar interpretando a varios personajes.

## Cine
| Año  | Película                            | Personaje   | Dirección             |
| ---- | ----------------------------------- | ----------- | --------------------- |
| 1991 | La peste                            |             |                       |
| 1997 | 24 horas (Algo está por explotar)   | Pablo       | Luis Barone           |
| 1998 | 5 pal' peso                         | Rulito      | Raúl Perrone          |
| 1999 | Zapada, una comedia beat            | Peluca      | Raúl Perrone          |
| 1999 | Alma mía                            | Colesterol  | Daniel Barone         |
| 2000 | Los hombres que ríen (mediometraje) |             |                       |
| 2012 | Masterplan                          | Cichero     | Diego y Pablo Levy    |
| 2015 | Socios por accidente 2              | Médico      | Nicanor Loreti        |
| 2016 | Animales                            |             |                       |
| 2016 | The Secret Life of Pets             | Duke        | Chris Renaud          |
| 2019 | The Secret Life of Pets 2           | Duke        | Chris Renaud          |
| 2021 | La panelista                        | Jorge Tapia | Maximiliano Gutiérrez |
| 2021 | Ex casados                          | Diego       | Sabrina Farji         |
| 2022 | 30 noches con mi ex                 | Juancho     | Adrián Suar           |

## Televisión
| Televisión | Televisión               | Televisión                                           | Televisión                         | Televisión  |
| Año        | Título                   | Personaje                                            | Rol                                | Canal       |
| ---------- | ------------------------ | ---------------------------------------------------- | ---------------------------------- | ----------- |
| 2004       | Los Roldán               | Jorge                                                | Elenco de Reparto                  | Telefé      |
| 2007       | Mujeres de nadie         | José "Pepe" Gatica                                   | Elenco de Reparto                  | El Trece    |
| 2011       | Adictos                  | Aníbal                                               | Elenco un capítulo                 | Canal 10    |
| 2011       | Un año para recordar     | Wanda                                                | Elenco de Reparto                  | Telefé      |
| 2012       | Graduados                | Santiago                                             | Participación Especial             | Telefé      |
| 2012       | Los únicos               | Víctor Halley                                        | Participación Especial/Antagonista | El Trece    |
| 2013       | Historia clínica         | Ep: «Discepolín: Donde el sufrimiento se hace carne» | Elenco Rotativo                    | Telefé      |
| 2014       | Somos familia            | Armando Flores                                       | Elenco de Reparto                  | Telefé      |
| 2019       | Go! Vive a tu manera     | Padre                                                | Participación Especial             | Netflix     |
| 2023       | El amor después del amor | Rodolfo Páez (padre)                                 | Coprotagonista                     | Netflix     |
| 2024       | Cris Miró (Ella)         | Quiquito                                             | Coprotagonista                     | TNT y Flow  |
| 2025       | Menem                    | Domingo Cavallo                                      | Elenco principal                   | Prime Video |

### Telefe
- Nico (1995)
- Ta Te Show (1996)
- Decime cual es tu nombre (1996)
- Polémica en el bar (1997)
- Videomatch (1998-2004)
- Tu cara me suena (2013)
- Peligro: Sin codificar (2014-2015 y 2017-2019)
- NotiCampi (2016-2017)
- ¿En qué mano está? (2018)
- Flor de Equipo (2020-2021)
- ¿Quién es la máscara? (2022)
- La Peña de Morfi (2023-presente)

### elnueve
- Showmatch (2005)

### eltrece
- Showmatch (2006 y 2019)
- Gran Cuñado (2009)
- Los Únicos (2012)
- Bailando (2015)

### Canal 10
- Adictos (2011)

### Net TV
- Peligro: Sin codificar (2019)

### TNT
- Cris Miró (Ella), como Quiquito (2024)

## Otros
Campi tuvo en 1999 una breve participación en el Carnaval del Uruguay, en Parodistas Momosapiens (los decanos en su categoría y ganadores de cinco primeros premios), interpretando el papel de Domingo Faustino Sarmiento en la parodia de "José Pedro Varela".

## Premios y nominaciones
| Año  | Premio                 | Categoría                   | Programa                           | Resultado |
| ---- | ---------------------- | --------------------------- | ---------------------------------- | --------- |
| 2004 | Premio Martín Fierro   | Actor de reparto en comedia | Videomatch                         | Nominado  |
| 2004 | Premio Martín Fierro   | Actor de reparto en comedia | Los Roldán                         | Nominado  |
| 2005 | Premio Martín Fierro   | Actor de reparto en comedia | Los Roldán                         | Nominado  |
| 2014 | Premio Estrella de Mar | Espectáculo de Humor        | Campi, el unipersonal. ¡Demoledor! | Ganador   |
| 2022 | Premio Martin Fierro   | Labor humorística           | Flor de equipo                     | Ganador   |
| 2023 | Premio Martin Fierro   | Labor humorística           | Flor de equipo                     | Nominado  |